# リード線
リード線（リードせん、導線と同義）とは、電気回路において電源や電子部品などを電気的に接続するための電線の総称である。ビニール線、すずめっき線、エナメル線などが存在する。

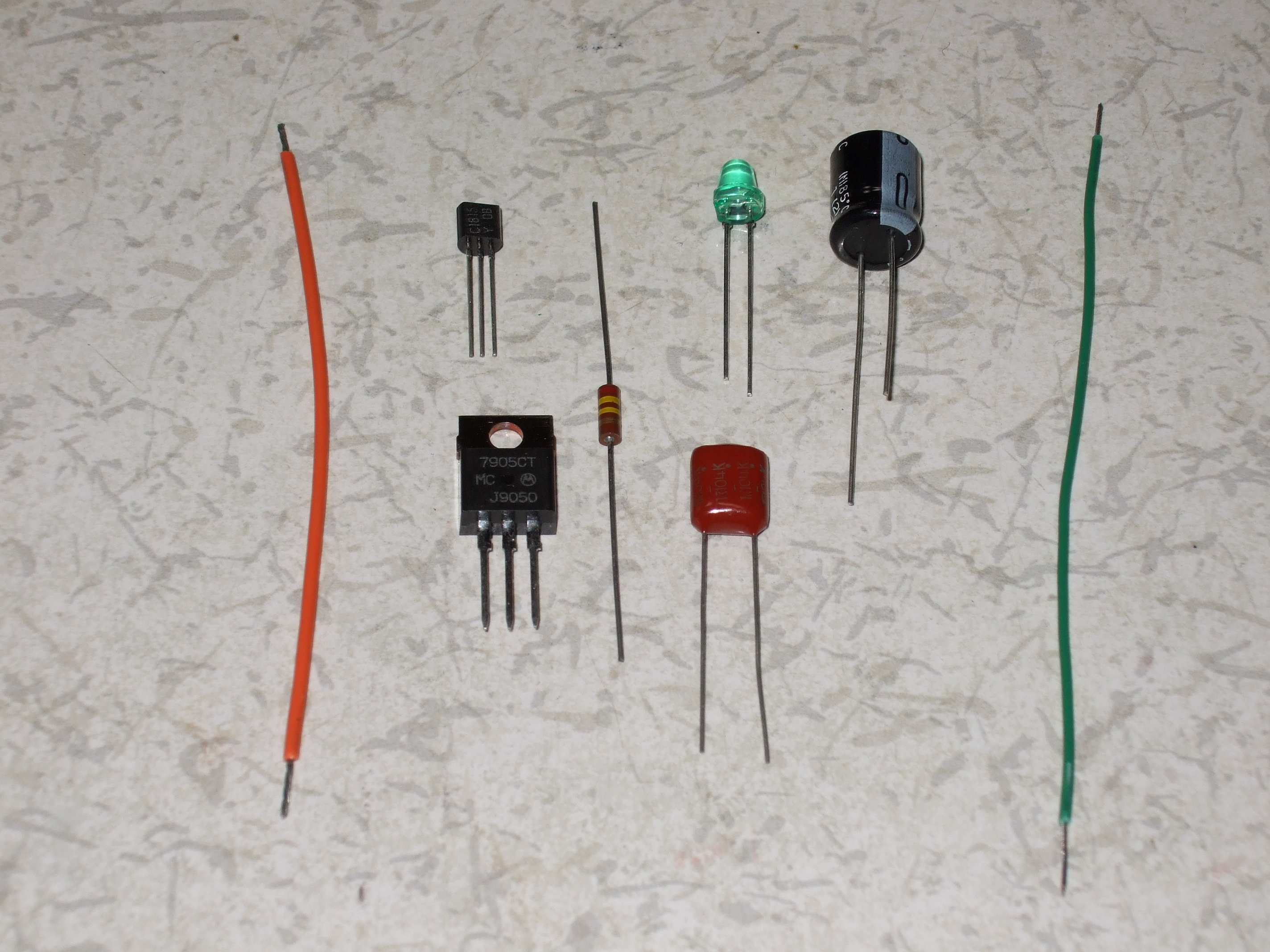
各種リード線。電子部品の電極に接続されている金属線や、離れた二か所を電気的に接続するためのビニル線、すずめっき線などがリード線と呼ばれている。

リード線は、電気回路を構成する導体で、電子部品間で電気信号や電気エネルギーを伝える役割を果たす。あくまで回路内の配線の呼称であり、回路同士を結ぶものや大型の送電線などはリード線と呼ばれない。
回路図では、リード線は通常抽象化されて表されるが、実装においては実体のある物として配置される。超伝導が起こるような場合を除き、微小ながら電気抵抗を持つ。大電流が流れる回路では抵抗値が無視できなくなる。特に高周波回路では、リード線はリアクタンスを持つ電気素子として扱う事もある。配線方法を工夫する事により、リアクタンスの影響を軽減する事ができる。リード線は、ビニールがついているものとついていないもので名称が変わる。